# Longeville-sur-Mogne
Longeville-sur-Mogne ist eine französische Gemeinde mit 138 Einwohnern (Stand: 1. Januar 2022) im  Département Aube in der Region Grand Est (vor 2016 Champagne-Ardenne). Sie gehört zum Arrondissement Troyes und zum Kanton Les Riceys.

## Geographie
Longeville-sur-Mogne liegt etwa 15 Kilometer südsüdwestlich von Troyes am namengebenden Flüsschen Mogne. Umgeben wird Longeville-sur-Mogne von den Nachbargemeinden Lirey im Nordwesten und Norden, Saint-Jean-de-Bonneval im Norden, Villy-le-Bois im Nordosten, Maupas im Osten und Süden, Jeugny im Süden sowie Machy im Westen.

## Bevölkerungsentwicklung
| Jahr                       | 1962 | 1968 | 1975 | 1982 | 1990 | 1999 | 2006 | 2011 | 2019 |
| Einwohner                  | 56   | 42   | 67   | 87   | 106  | 94   | 106  | 112  | 147  |
| Quellen: Cassini und INSEE |      |      |      |      |      |      |      |      |      |